# Mike DeWine
Richard Michael DeWine (* 5. ledna 1947 Yellow Springs, Ohio) je americký politik a člen Republikánské strany, od ledna 2019 guvernér státu Ohio.
V letech 1977 až 1981 působil jako žalobce v Greene County. Od ledna 1981 do prosince 1982 byl poté členem Státního senátu Ohio. V roce 1983 se stal členem Sněmovny reprezentantů, když v ní reprezentoval sedmý ohiský okrsek. Ve funkci působil do roku 1991, kdy byl jmenován ohiským viceguvernérem. Tím byl do listopadu 1994.
V roce 1994 byl s náskokem 14 % hlasů Ohio zvolen členem Senátu za Ohio, když porazil kandidáta Demokratické strany Joela Hyatta. Funkci zastával do roku 2007. V letech 2011 až 2019 působil v Ohiu jako generální prokurátor. Ve volbách v roce 2018 byl zvolen ohiským guvernérem, když s rozdílem necelých 4 % hlasů porazil kandidáta Demokratů Richarda Cordraye. Ve volbách v roce 2022 pak mandát obhájil, tentokrát s rozdílem 15 % hlasů proti Demokratce Naně Whaleyové.
Od roku 1967 je ženatý, má celkem osm dětí. 